# Cañón Ho-3
El Ho-3 era un cañón automático japonés que fue empleado durante la Segunda Guerra Mundial.

## Diseño
Era una versión mejorada con cargador de tambor del cañón Ho-1, siendo este un derivado del fusil antitanque Tipo 97. Fue instalado a bordo del caza pesado Kawasaki Ki-45 KAIc del Servicio Aéreo del Ejército Imperial Japonés.